# Видавництво Анетти Антоненко

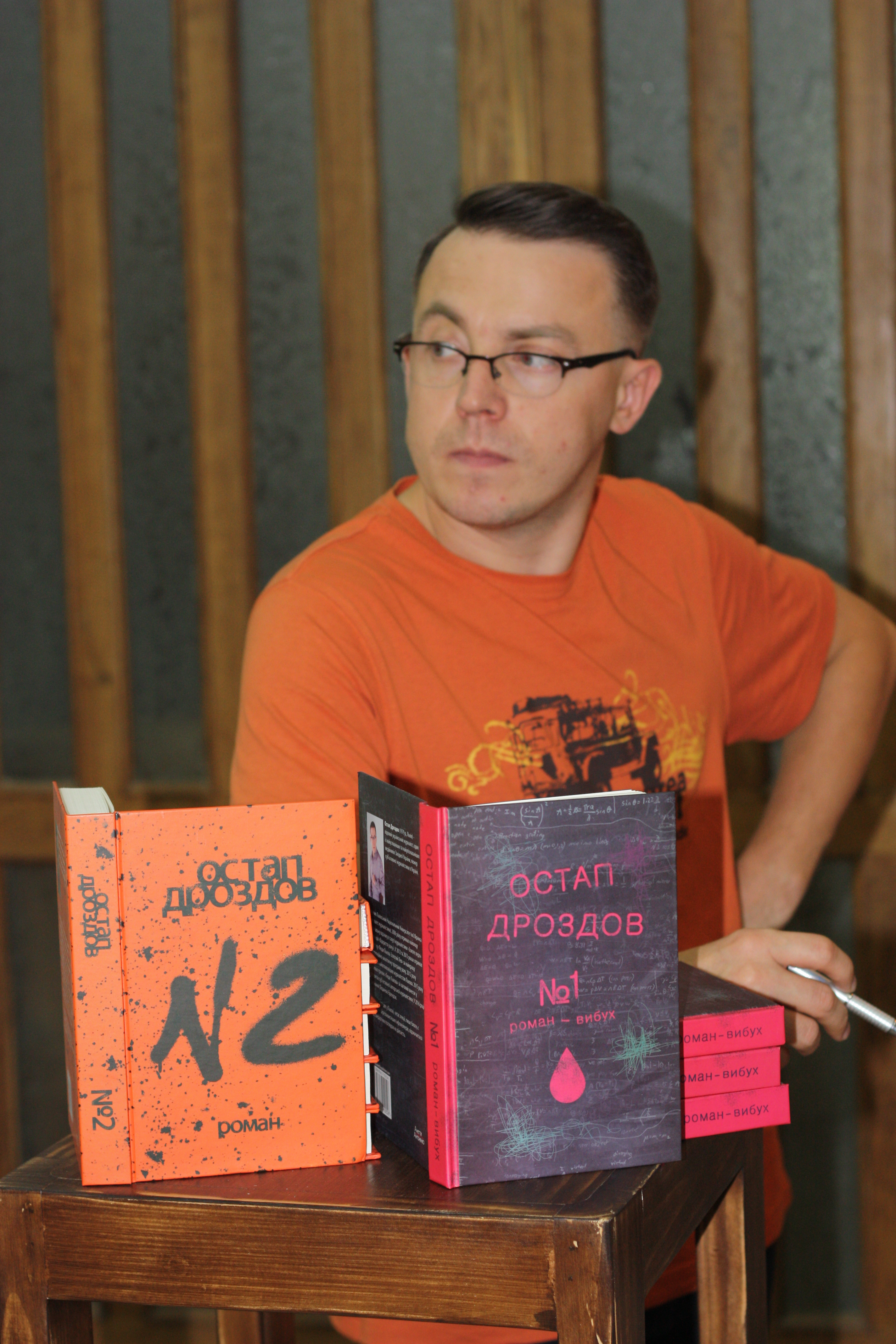
Остап Дроздов під час Форум видавців у Львові (2017)

«Видавництво Анетти Антоненко» — українське видавництво, засноване 2013 року у Львові Анеттою Антоненко. Спеціалізується на виданні сучасної української (права та промоція в Україні та світі) і світової літератури, знакових праць сучасних філософів, соціологів та політологів світу.

## Історія
«Видавництво Анетти Антоненко» засновано Анеттою Антоненко у жовтні 2013 року.
Видавництво спеціалізується на сучасній українській літературі (зокрема займається правами та промоцією в Україні та світі), сучасній світовій літературі, знакових працях сучасних філософів, соціологів та політологів світу. Впродовж року незмінна команда видавництва обирає для видання не більш ніж кілька десятків авторів, надаючи насамперед виданням так званої високої полиці.
«Видавництво Анетти Антоненко» — активний учасник та ініціатор міжнародних проєктів у видавничій сфері (Австралія, Австрія, Аргентина, Бельгія, Бразилія, Грузія, Ірландія, Іспанія, Італія, Канада, Литва, Мексика, Норвегія, Португалія, Словенія, США, Франція, Чехія, Швайцарія та інші).

## Анетта Антоненко

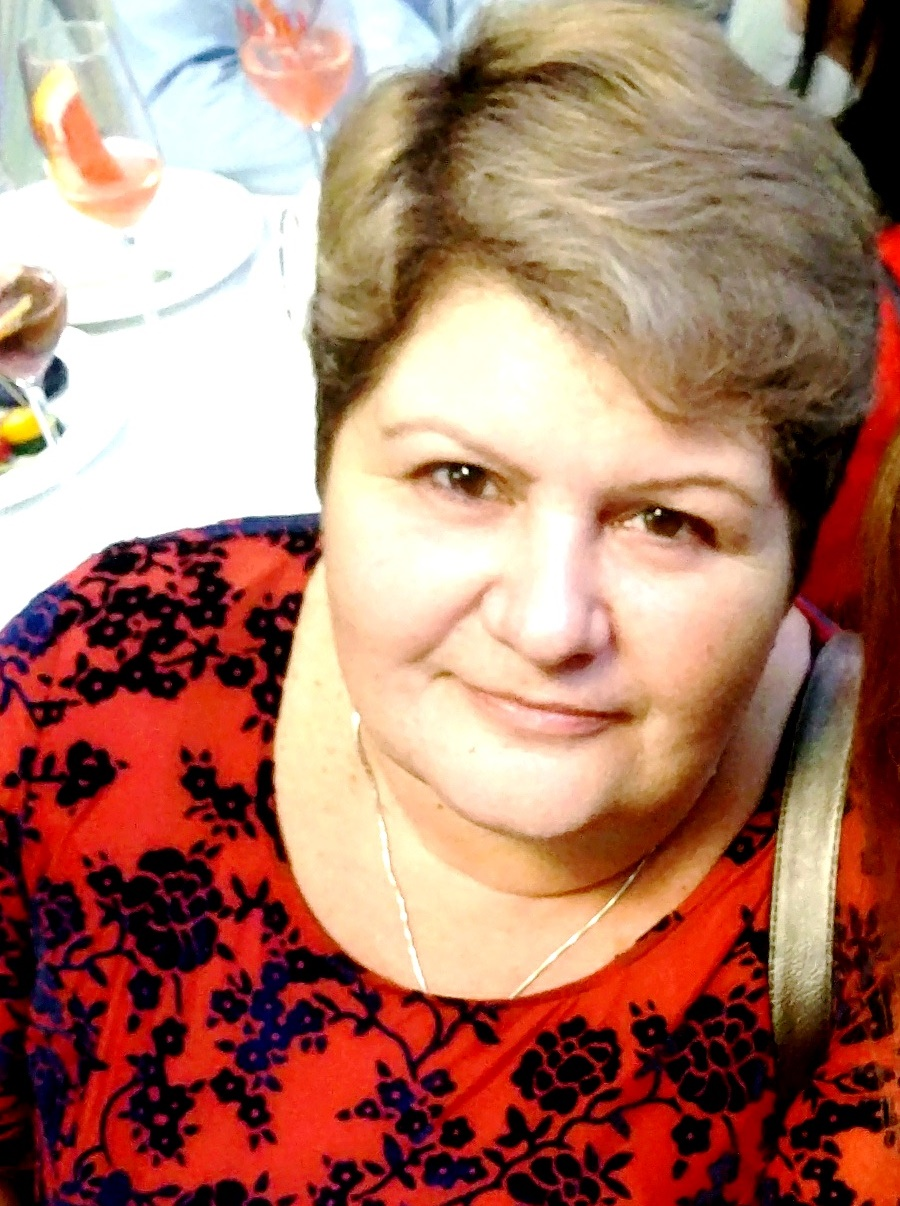
Анетта Антоненко на прийнятті «Французької весни — 2019»

Власник і директор видавництва — Анетта Антоненко (нар. 28 січня 1962, Мукачево Закарпатської області). Батько — військовий, інженер, мати — педіатр. Навчалася у Львівській школі № 50 ім. А. С. Макаренка, фізико-математичний спецклас, закінчила з відзнакою і Львівську державну музичну школу № 2 ім. Миколи Колесси по класу фортепіано. Після закінчення з червоним дипломом факультету прикладної математики Національного університету «Львівська політехніка», де отримала фах «інженер-математик», працювала в обчислювальному центрі Науково-дослідного інституту матеріалів у Львові, вела проєкти перших кооперативів.
З 1995 року — співвласник та директор львівського видавництва «Кальварія». За час своєї професійної кар'єри познайомила українського читача з українськими письменниками (Любко Дереш, Юрко Іздрик, Василь Шкляр, Василь Кожелянко, Євгенія Кононенко, Марія Матіос, Юрко Покальчук, Олесь Ульяненко, Ігор Римарук та ін.), та з українськими перекладами світових авторів (Френсіс Фукуяма, Семюел Гантінґтон, Сьюзен Зонтаґ, Жан Бодріяр, Антуан де Сент-Екзюпері, Ерік-Емманюель Шмітт, Федеріко Гарсія Лорка, Хорхе Луїс Борхес, Ентоні Берджес, Іен Мак'юен та багато інших).

У 2013 року заснувала «Видавництво Анетти Антоненко», яке спеціалізується на сучасній українській літературі, документальній прозі, сучасній світовій літературі, знакових працях філософів, соціологів та політологів світу, а також займається правами та промоцією українських письменників за кордоном. Вважає книговидання покликанням і що видавати варто тільки вартісну літературу: 
|                       | Видавнича справа ніколи не була надприбутковою, бо це швидше покликання. І так у всьому світі. Окрім навчальної літератури. Я б зарахувала до маржинальної комерційної літератури ще й дитячу і виключила б її з системи державної підтримки. Адже батьки завжди купують своїм чадам книжки і ніколи не відмовляють. А от собі часто-густо відмовляють у книжці… Тому підтримувати потрібно дорослих читачів. Бо чому навчать нечитаючі батьки своїх дітей? |
| — Анетта Антоненко, . | |

У 2019 році отримала звання Кавалера Ордена Мистецтв та літератури (фр. L'Ordre des Arts et des Lettres) — відомчої нагороди Франції «за особистий внесок у популяризацію сучасної французької та франкомовної літератури, зокрема в рамках діяльності як директора видавництва, організатора культурних подій навколо книги та зустрічей з фахівцями в галузі літератури та книговидання».
Серед улюблених авторів — письменники, яких видає у власному видавництві: Хуліо Кортасар, Габрієль Гарсія Маркес, Хорхе Луїс Борхес, Сьюзен Зонтаґ та інші. Серед улюблених тварин — кицьки Мілка та Ася.
Неодружена. Живе і працює в Києві.

### Персональні гранти та нагороди

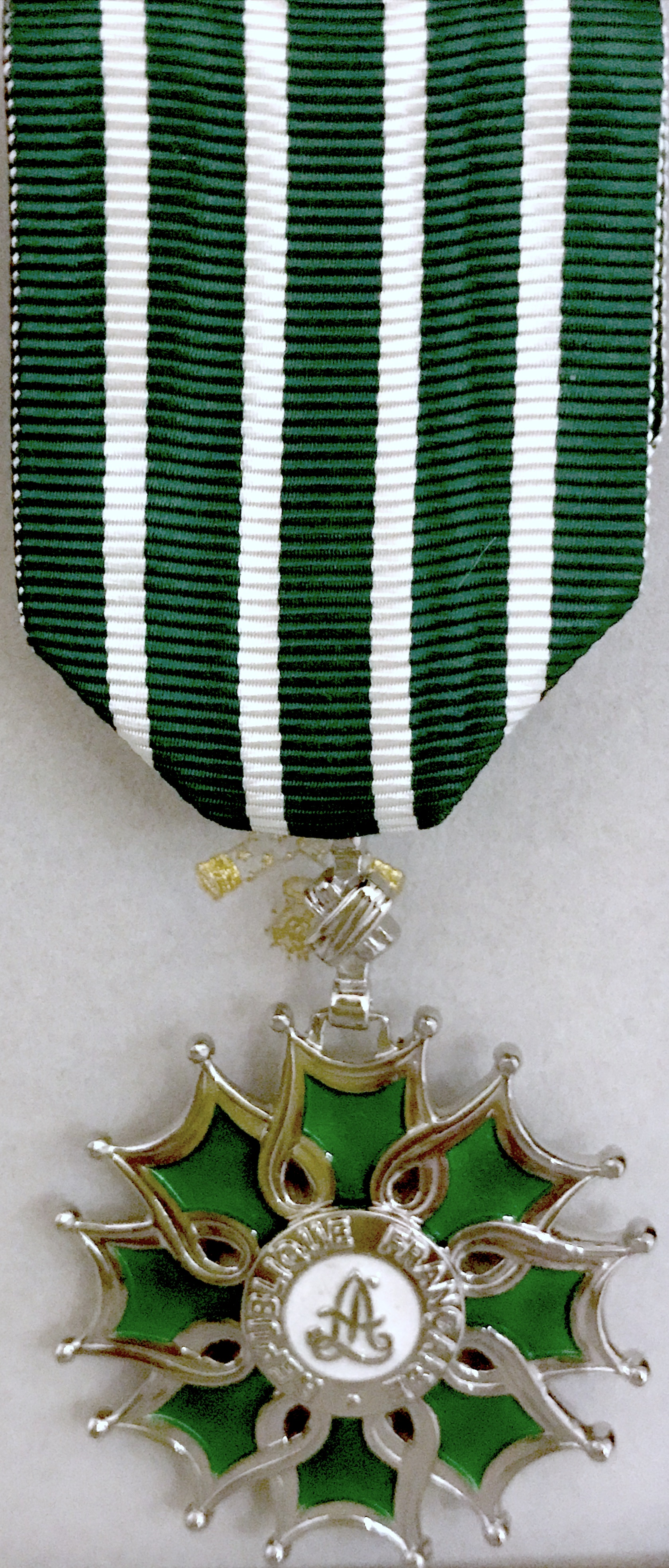
Орден Мистецтв та літератури (Франція) — «за особистий внесок у популяризацію сучасної французької та франкомовної літератури» (2019)

- 2004 — STEP beyond’ Mobility Fund, European Cultural Foundation (м. Амстердам, Нідерланди)
- 2005 — Програми сприяння видавничій справі в Україні «Сковорода» та Посольства Франції в Україні (м. Київ, Україна)
- 2008 — «Open Ukraine» Cultural Horizons Program (м. Київ, Україна)
- 2009 — Arctic Paper East award (м. Гетеборг, Швеція)
- 2010 — FILI-Finnish Literature Information Centre (м. Гельсінкі, Фінляндія)
- 2014 — NORLA — Norwegian Literature Abroad (м. Осло, Норвегія)
- 2017 — Книжкова виставка (м. Бейрут, Ліван)
- 2017–19 — Montréal littéraire — Монреаль літературний (м. Монреаль, Канада)
- 2019 — Книжкова виставка «Più libri più liberi». Invitation Program (м. Рим, Італія)
- 2019 — Кавалер Ордена Мистецтв та літератури (фр. L'Ordre des Arts et des Lettres) (м. Париж, Франція) — «за особистий внесок у популяризацію сучасної французької та франкомовної літератури, зокрема в рамках діяльності як директора видавництва, організатора культурних подій навколо книги та зустрічей з фахівцями в галузі літератури та книговидання»[5]

## Діяльність

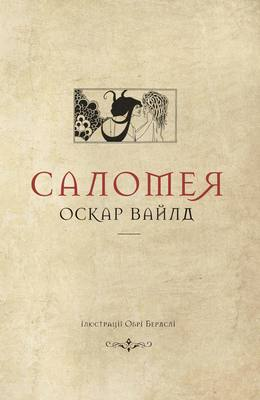
Обкладинка українського видання п'єси «Саломея» Оскара Вайлда із ілюстрацією Обрі Бердслі в оформленні (2018)

Серед книжок, виданих за роки існування видавництва Анетти Антоненко — «Лабіринт самотності» Октавіо Паса, «Спогади вигнанця, фізика, громадянина світу» Жоржа Шарпака, книжки оповідань «Ми дуже любимо Гленду» та «Поза часом» Хуліо Кортасара, «Століття» Алена Бадью, «Оповідки Еви Луни», «Японський коханець», «Там, за зимою» Ісабель Альєнде, «Час зірки», «Сімейні узи» Кларісе Ліспектор, романи й повісті українських авторів — Тимофія Гавриліва, Євгенії Кононенко, Любка Дереша, Олександра Михеда, Ігоря Астапенка та інших.
2015 року видавництво започаткувало драматургічну серію «Колекція театральна». Першою в серії вийшла книга Ясміни Рези «Божество різанини» — лауреат Tony Award 2009 року. За однойменною п'єсою, поставленою в Бельгії, США, Канаді, Іспанії, Японії, Росії та Лівані, Роман Полянський зняв стрічку «Різанина» (2011). Наступна книжка серії, яка з'явилася у квітні 2016 року — Ерік-Емманюель Шмітт, «Зрада Айнштайна», до якої увійшли п'єси «Зрада Айнштайна» (2014) та «Готель між двох світів» (1999).
З 2015 року спільно із видавництвом «Ніка-Центр» запустили нон-фікшн серію «Колекція. Два кольори». Серед виданих: «Сон. Наука сну, або Пробудження після неспокійної ночі», «Сміх. Біологія, психіка, культура», «Їсти. Потреба, бажання, одержимість», «Смаки раю. Соціальна історія прянощів, збудників та дурманів», «Голі чи покриті: Світова історія одягання та оголення», «Темна матерія. Лайно: Історія лайна» тощо.
Лідерами продажів видавництва у 2020 році стали книжки Арі Турунен «Ознаки добра і зла. Забобони. Історія забобонних звичаїв» (1 500 примірників), Ален Бадью «Століття» (1 300 примірників), Мартін Мак-Дона «Королева краси з Лінана. Людина-подушка. Усікновення руки в Спокані» (1 200 примірників).

### Книжкові серії
- 2015 — «Колекція театральна» — взірці світових драматичних творів.

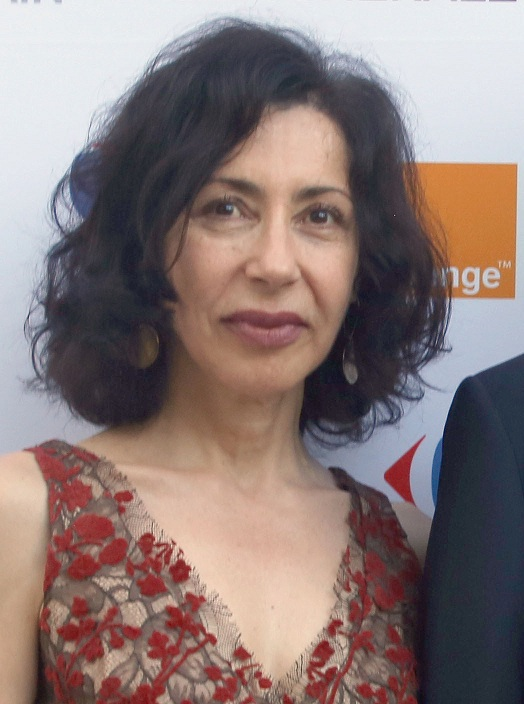
Ясміна Реза
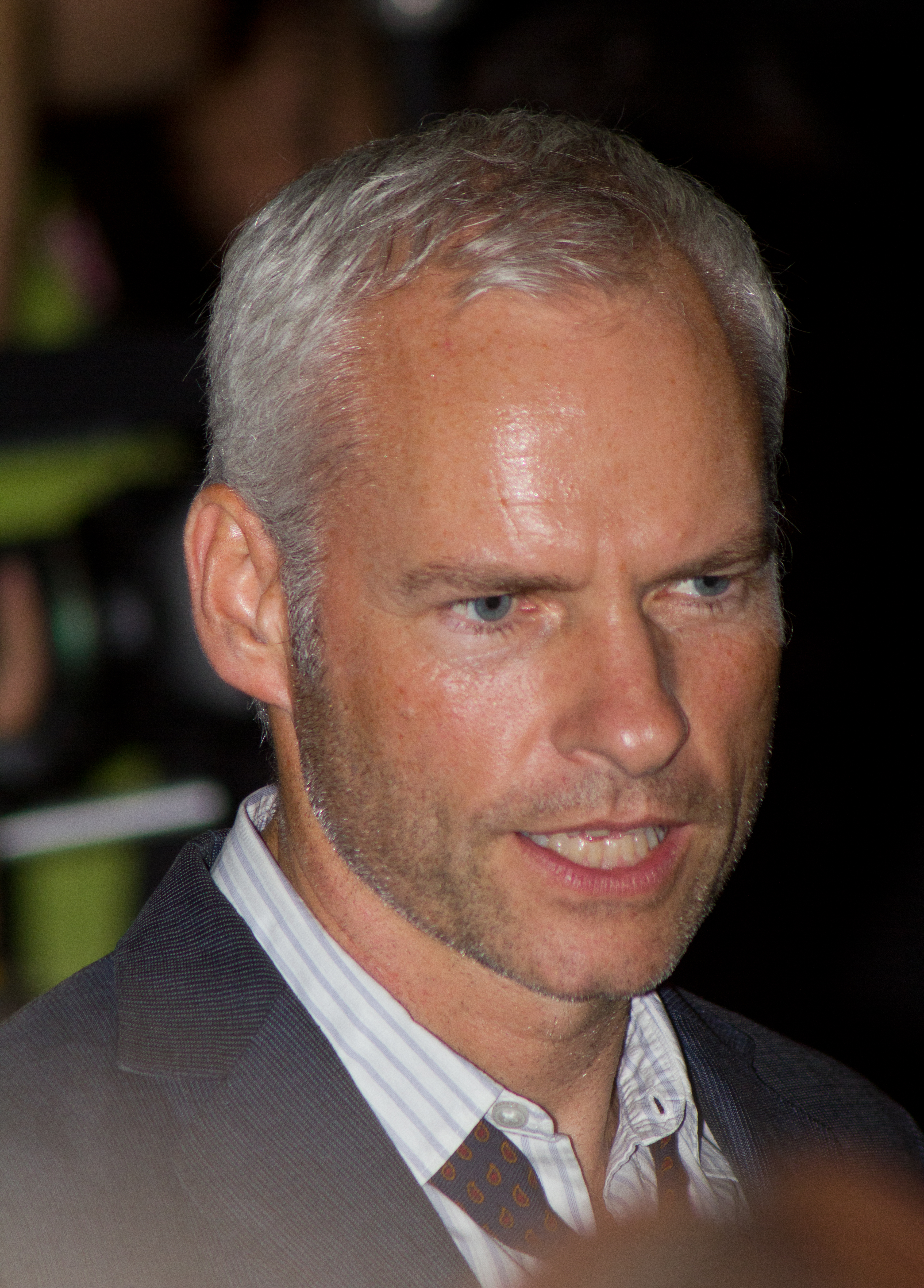
Мартін Мак-Дона
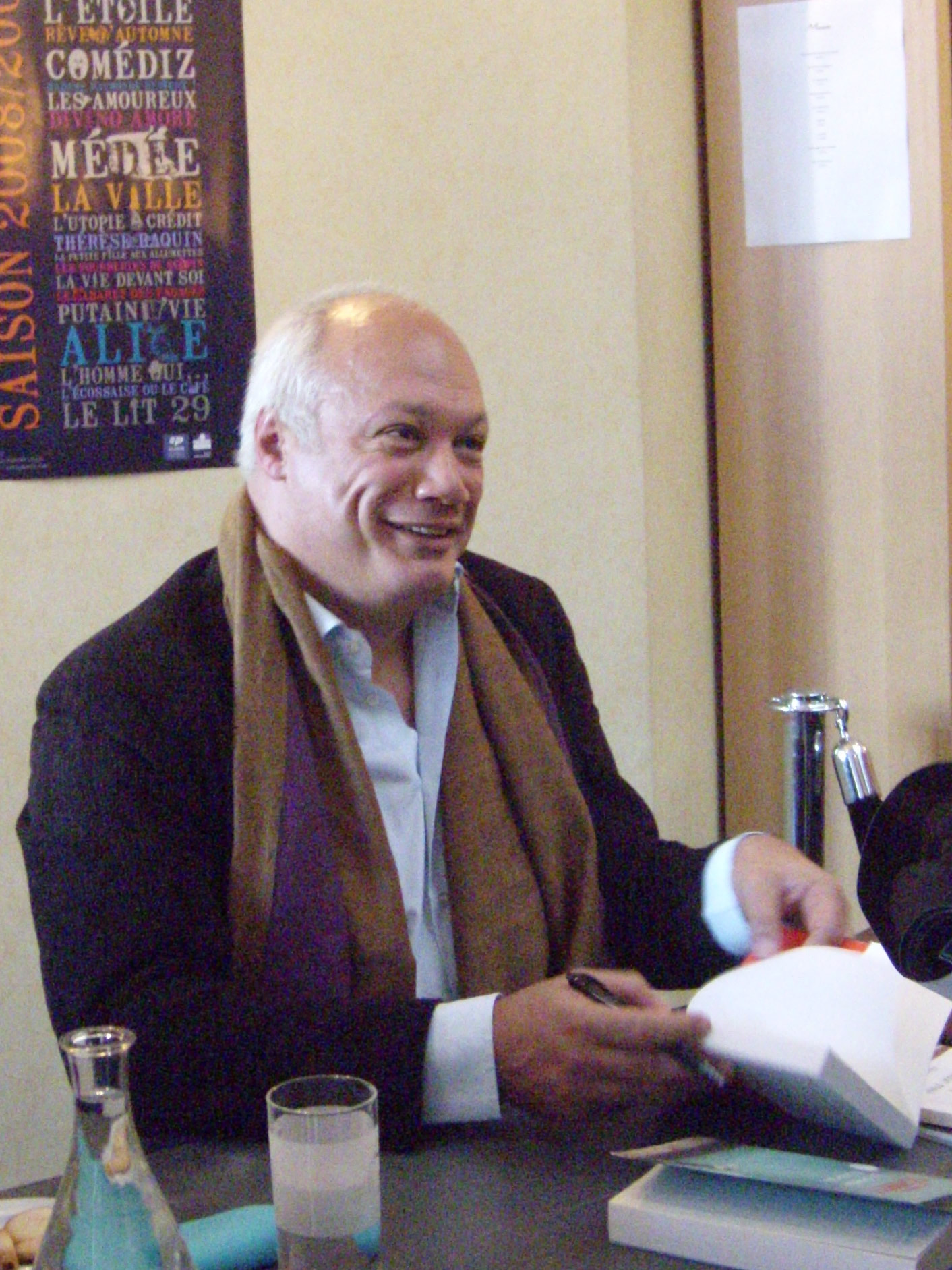
Ерік-Емманюель Шмітт
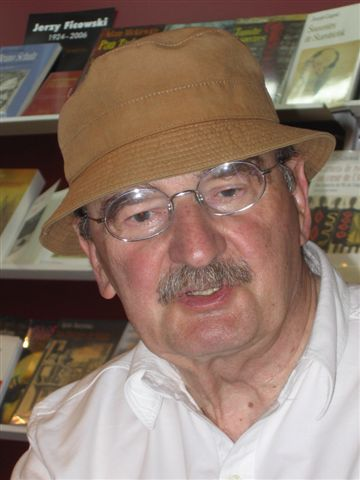
Славомир Мрожек

- 2015 — «Колекція. 2 кольори» — нон-фікшн (спільно з «Ніка-центр»)

- 2018 — «PRINCEPS-NATIO-TEMPUS» — колекція біографій лідерів-ідеологів (спільно з «Ніка-центр»)
- 2019 — «Writers on Writing» — колекції книжок вибраної есеїстики

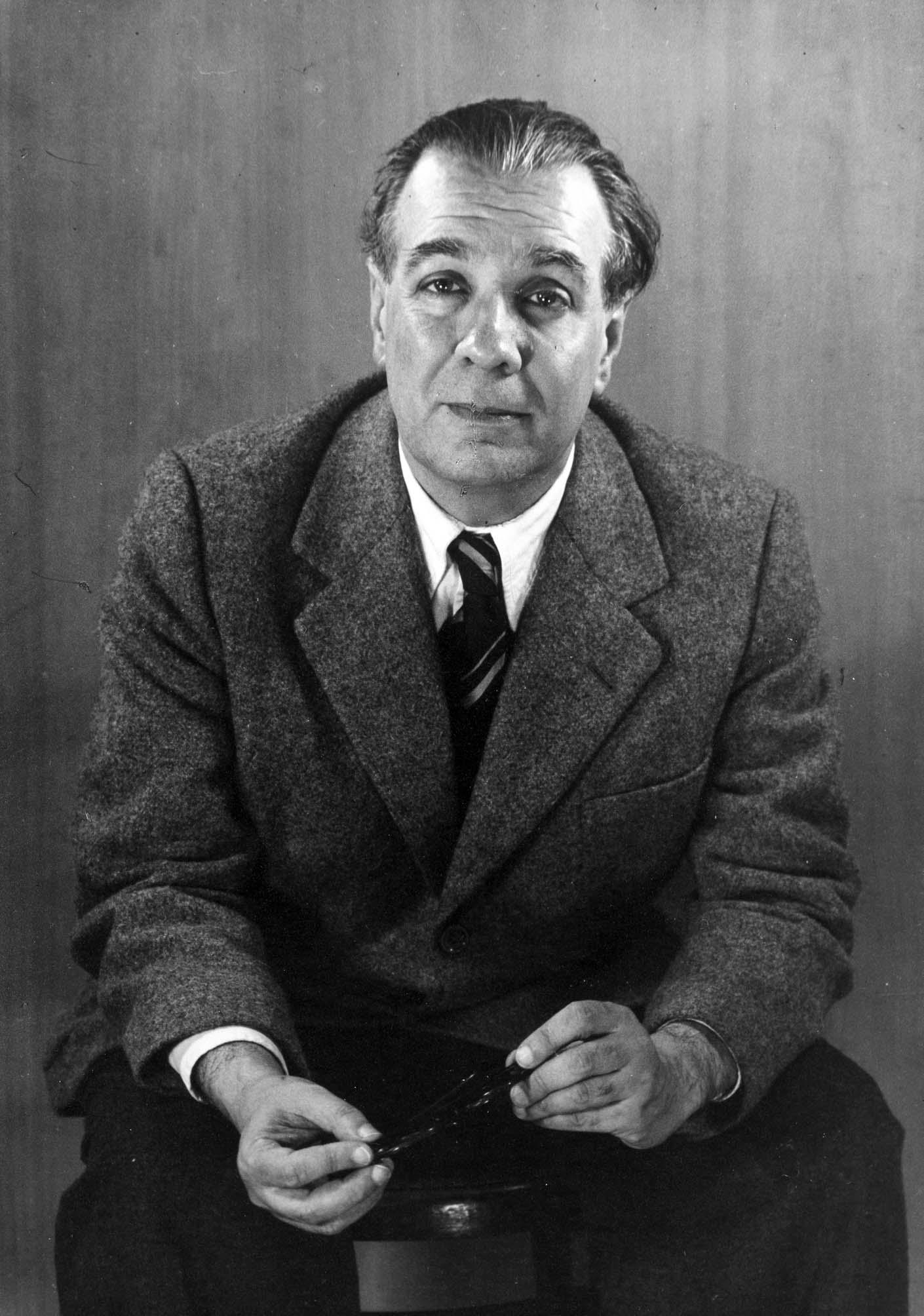
Хорхе Луїс Борхес
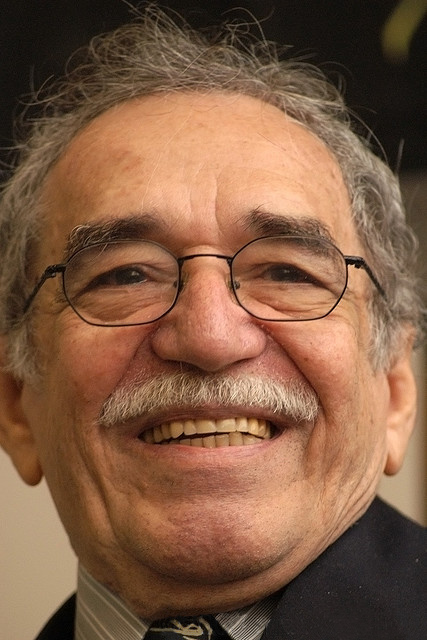
Габрієль Гарсія Маркес
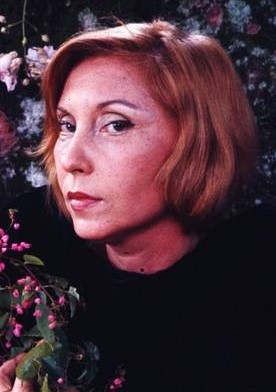
Клариса Ліспектор
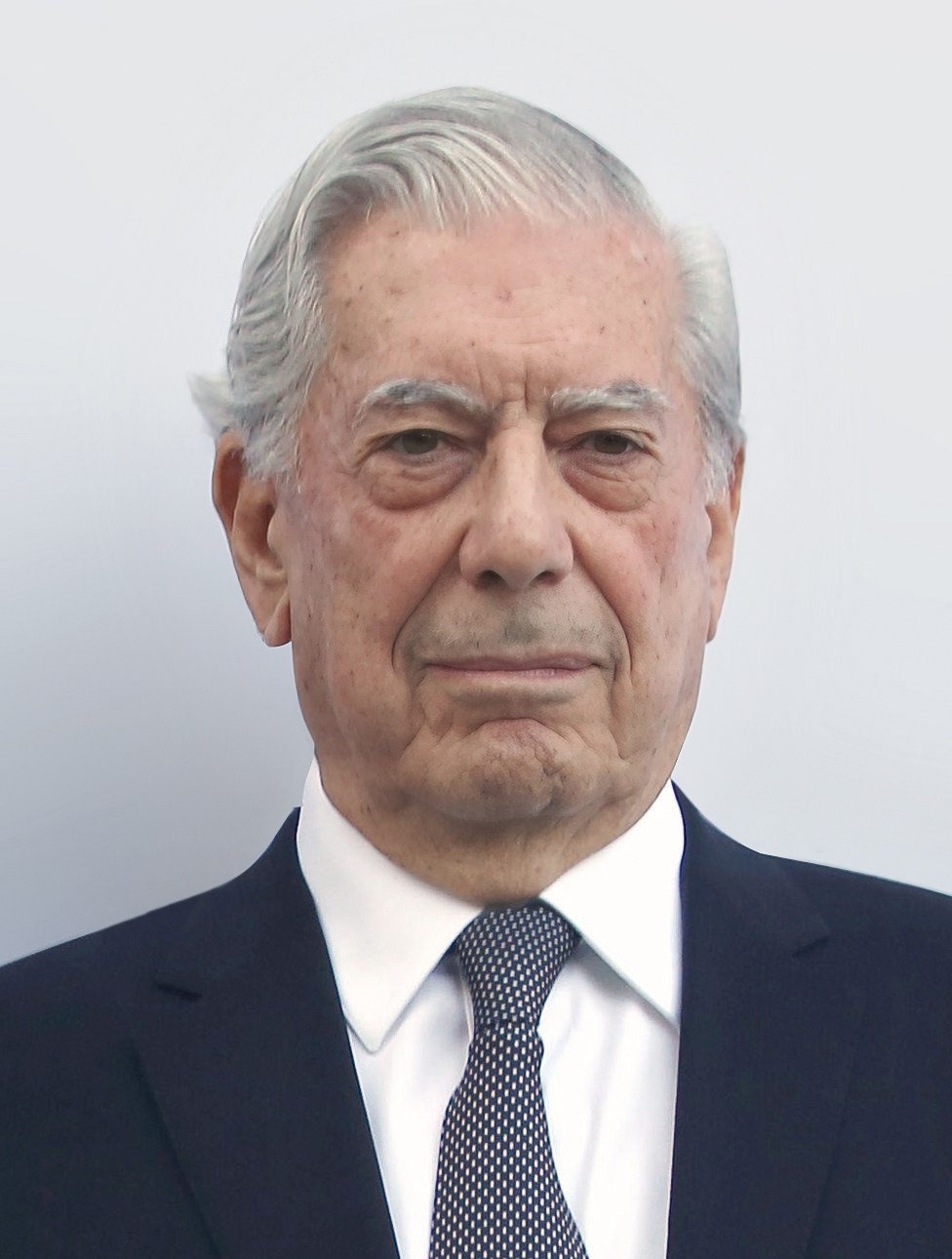
Маріо Варгас Льйоса
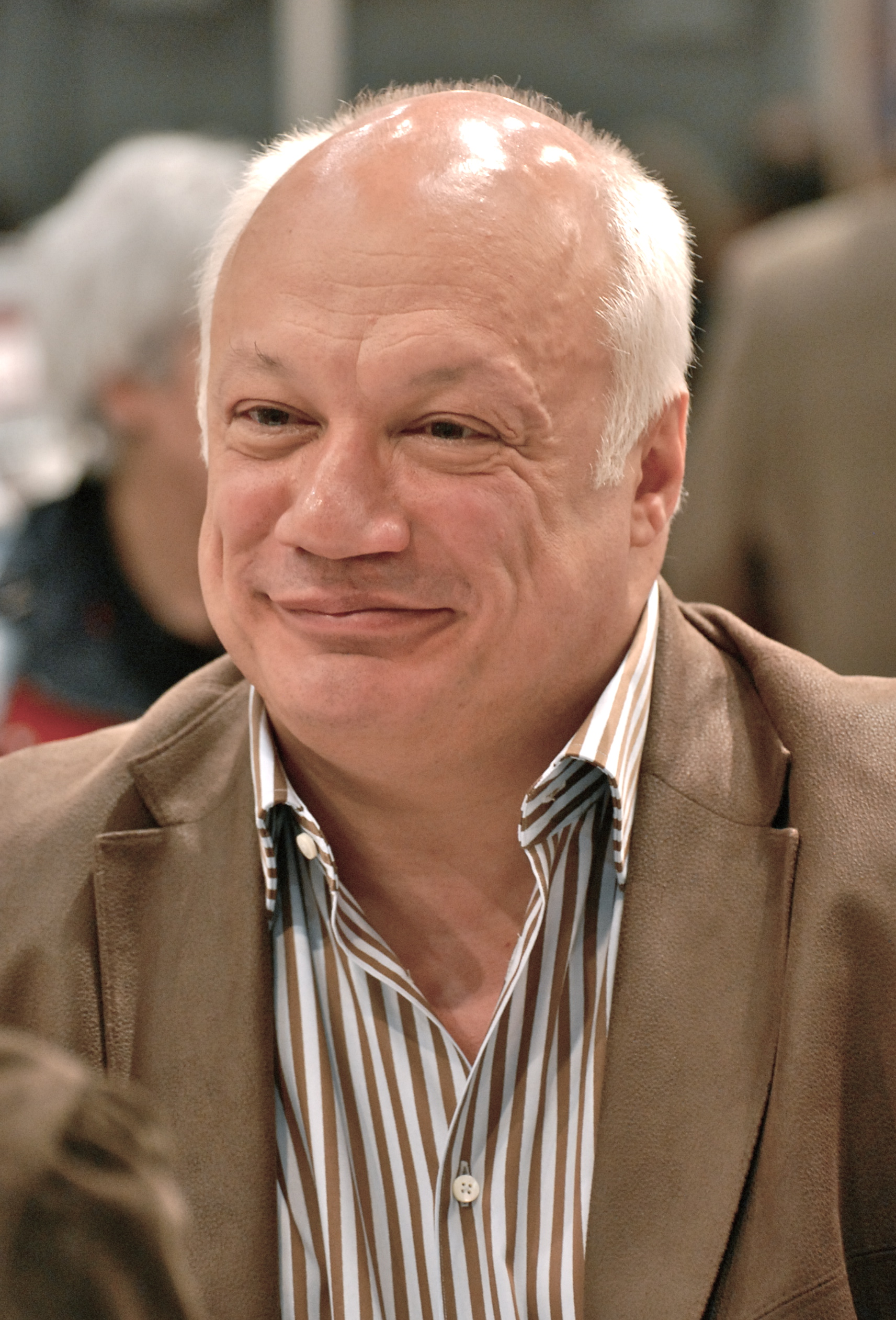
Ерік-Емманюель Шмітт
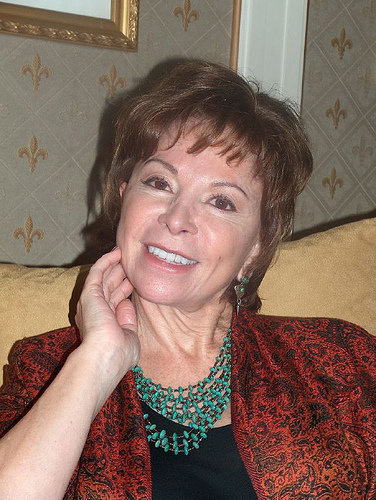
Ізабель Альєнде

### Автори

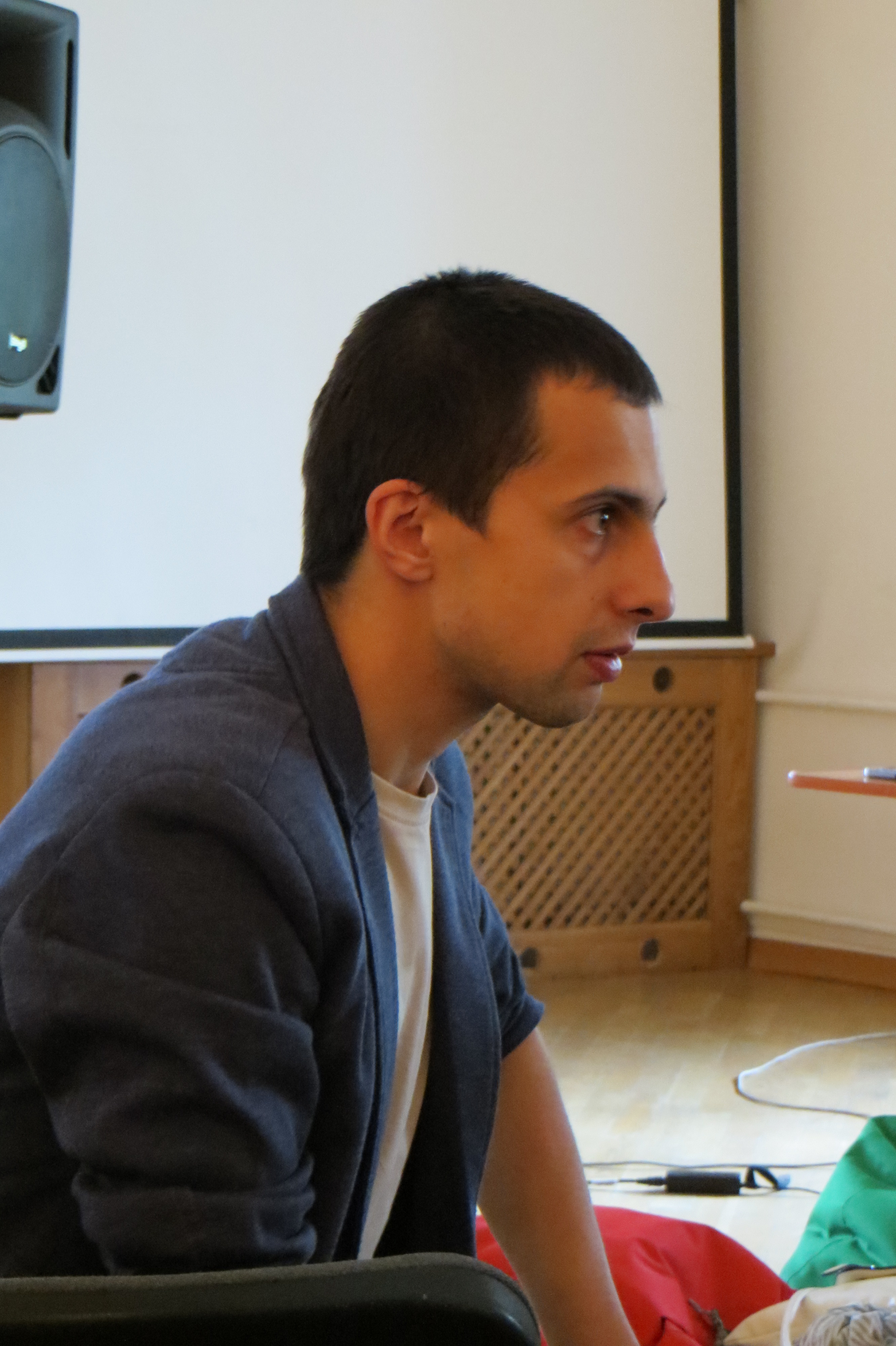
Любко Дереш
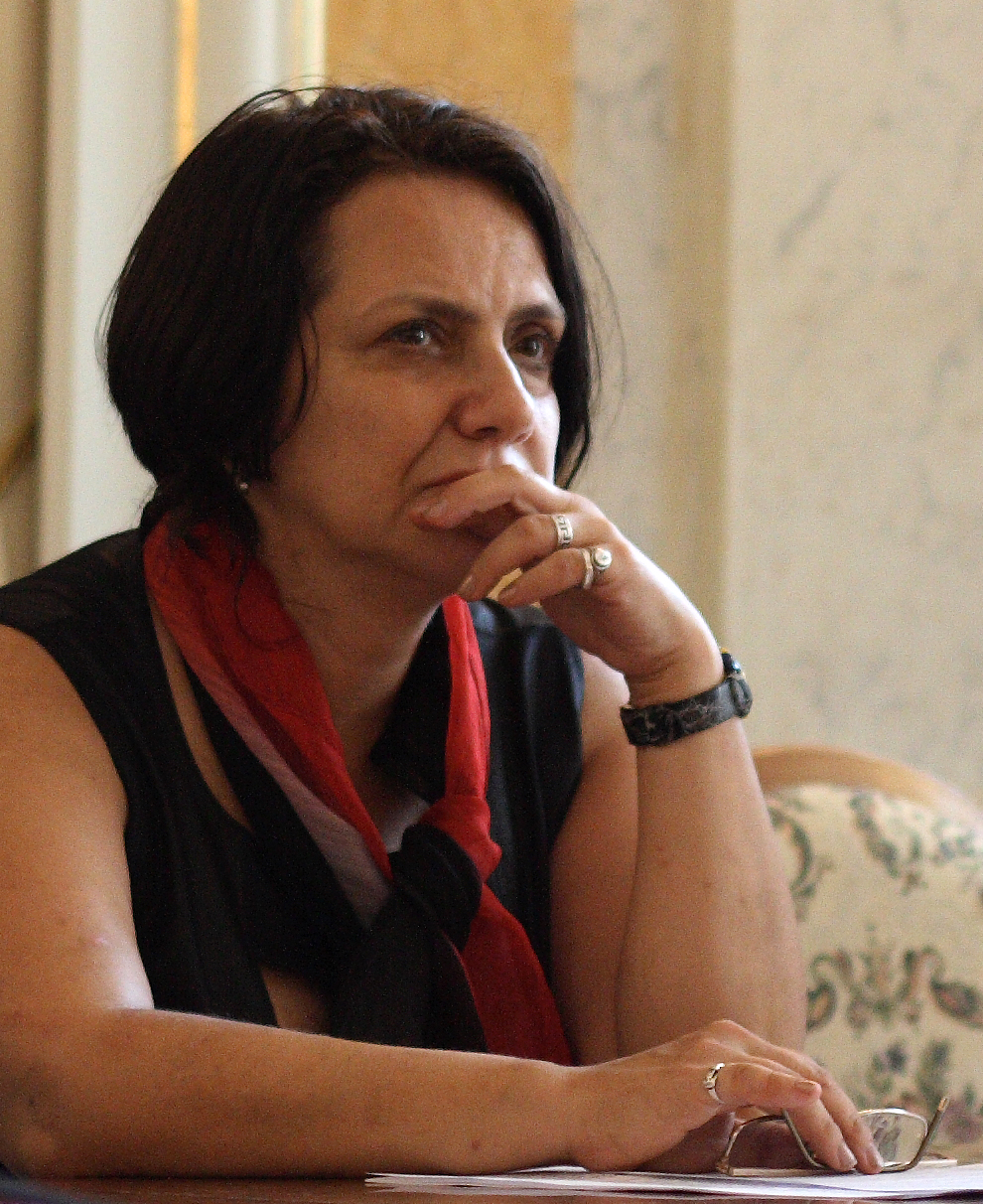
Євгенія Кононенко
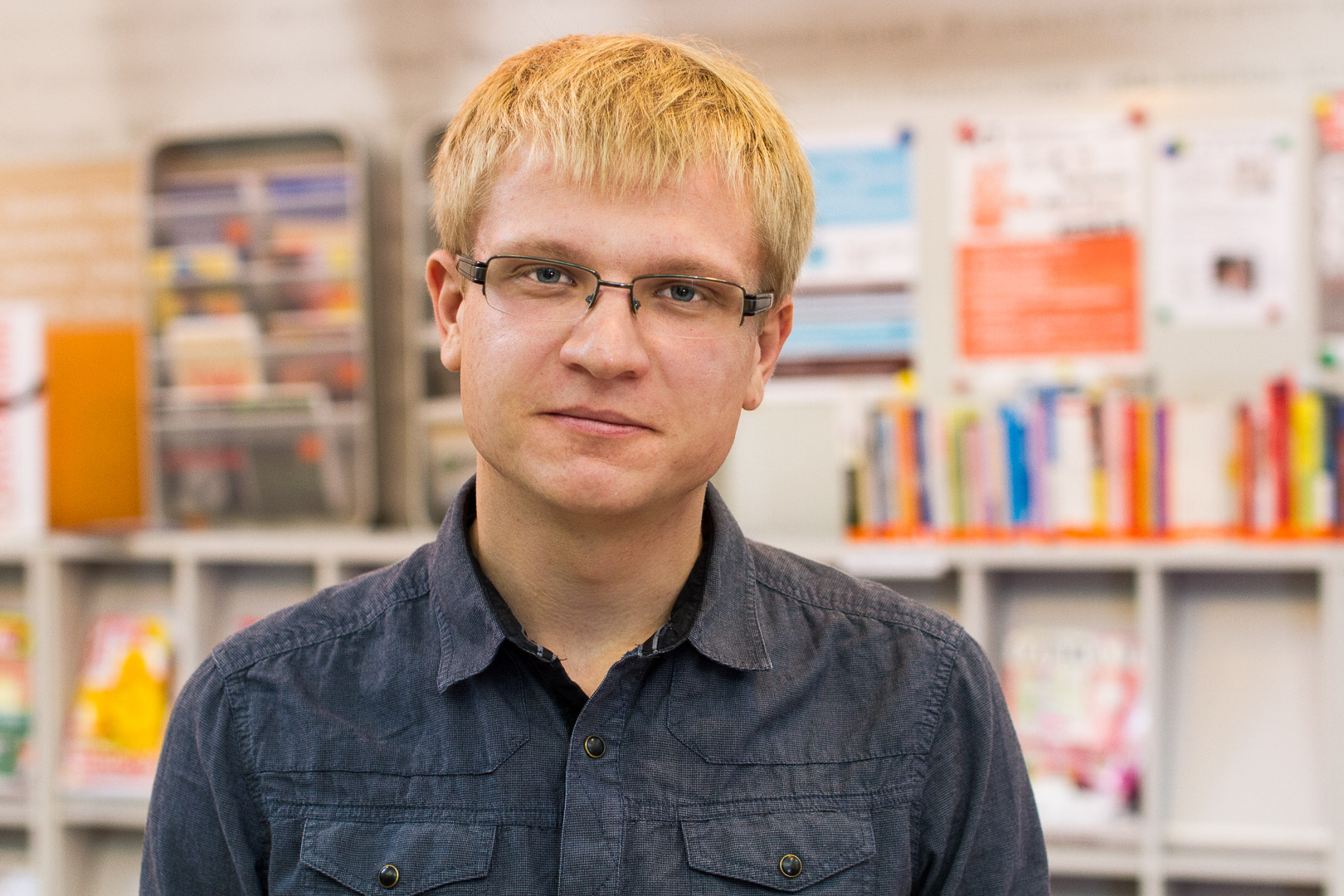
Олександр Михед
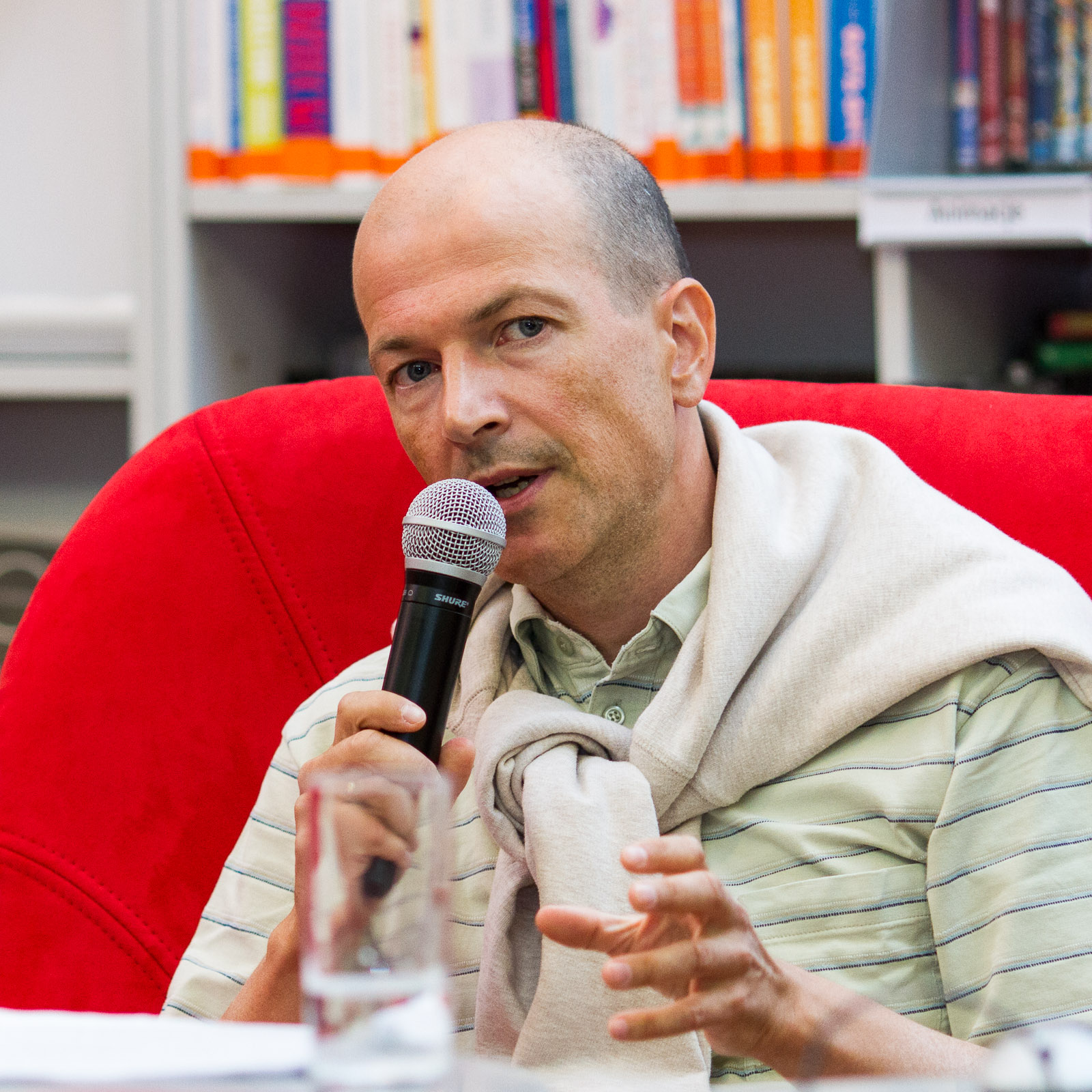
Тимофій Гаврилів
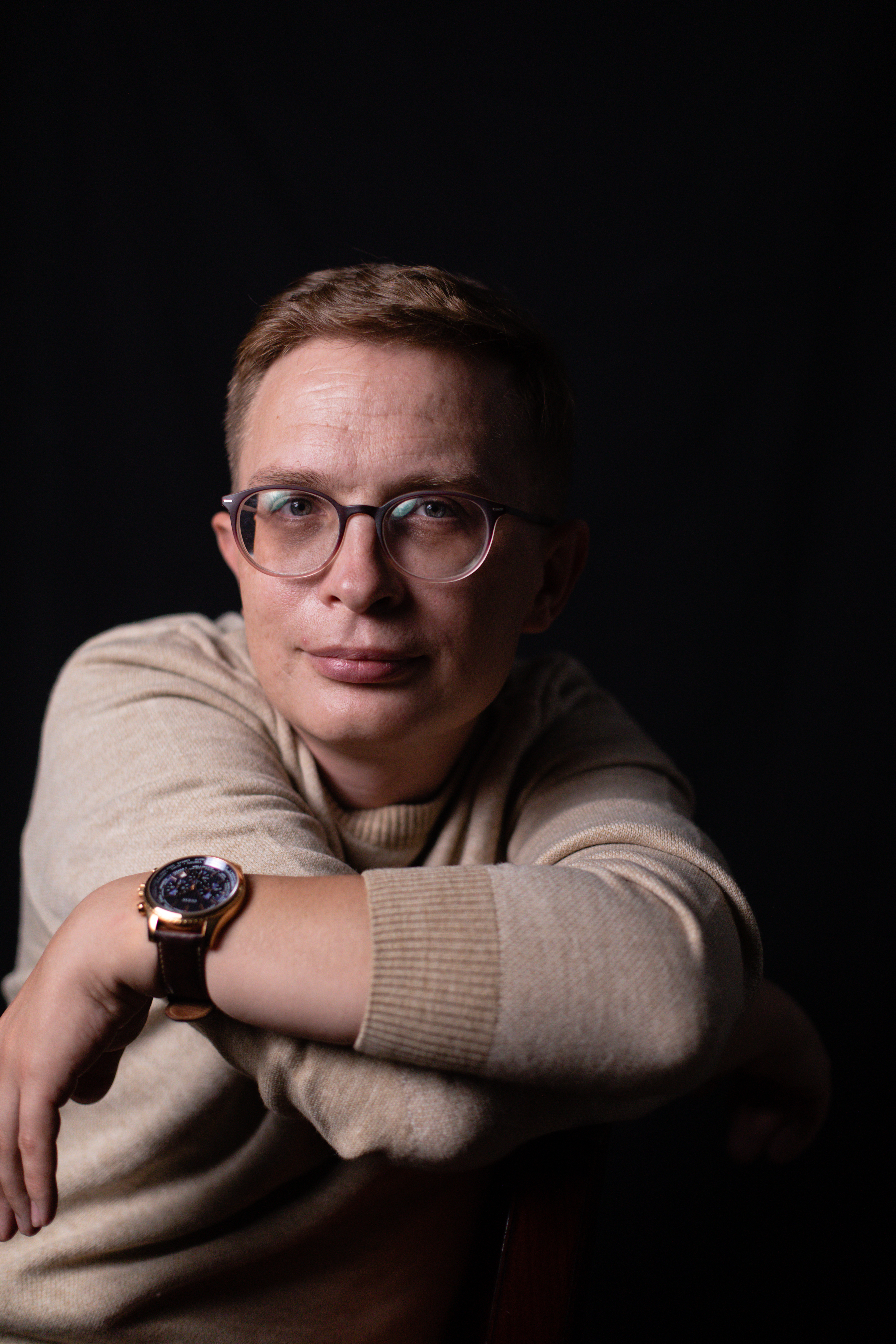
Іван Рябчій

- Ізабель Альєнде ( Чилі)
- Ігор Астапенко ( Україна)
- Ален Бадью ( Франція)
- Жорж Батай ( Франція)
- Хорхе Луїс Борхес ( Аргентина)
- Мішель Марк Бушар ( Канада)
- Оскар Вайлд ( Велика Британія)
- Флоріан Вернер ( Німеччина)
- Тимофій Гаврилів ( Україна)
- Любко Дереш ( Україна)
- Костянтин Дорошенко ( Україна)
- Остап Дроздов ( Україна)
- Марк Еліот
- Каролін Жорж ( Канада)
- Алессандро Кампі
- Євгенія Кононенко ( Україна)
- Хуліо Кортасар ( Аргентина)
- Маріо Варгас Льйоса ( Перу)
- Торґні Ліндґрен ( Швеція)
- Клариса Ліспектор ( Бразилія)
- Мартін Мак-Дона ( Ірландія)
- Габрієль Гарсія Маркес ( Мексика)
- Олександр Михед ( Україна)
- Славомир Мрожек ( Польща)
- Ільбер Ортайли ( Туреччина)
- Октавіо Пас ( Мексика)
- Ясміна Реза ( Франція)
- Іван Рябчій ( Україна)
- Томас Сандоз ( Франція)
- Констандія Сотиріу ( Греція)
- Мілан Ухде ( Чехія)
- Акакій Церетелі ( Грузія)
- Жорж Шарпак ( Польща)
- Ерік-Емманюель Шмітт ( Франція)

### Перекладачі
- Лариса Андрієвська
- Сергій Борщевський
- Галина Грабовська
- Ярослав Губарев
- Ганна Залевська
- Наталя Іваничук
- Лідія Кіцила
- Наталія Климчук
- Любов Котляр
- Євгенія Кононенко
- Олесь Кульчинський
- Катерина Міхаліцина
- Олекса Негребецький
- Ростислав Нємцев
- Наталія Пнюшкова
- Юрій Покальчук
- Іван Рябчій
- Андрій Савенко
- Олександр Юдін

### Дизайнери
- Вадим Карасьов — цифровий дизайнер, який працює переважно в техніці колаж[10]
- Вітя Кравець — художник, ілюстратор, художник-постановник; працює в техніці графіки, офорту, гравюри та ін.

### Проєкти

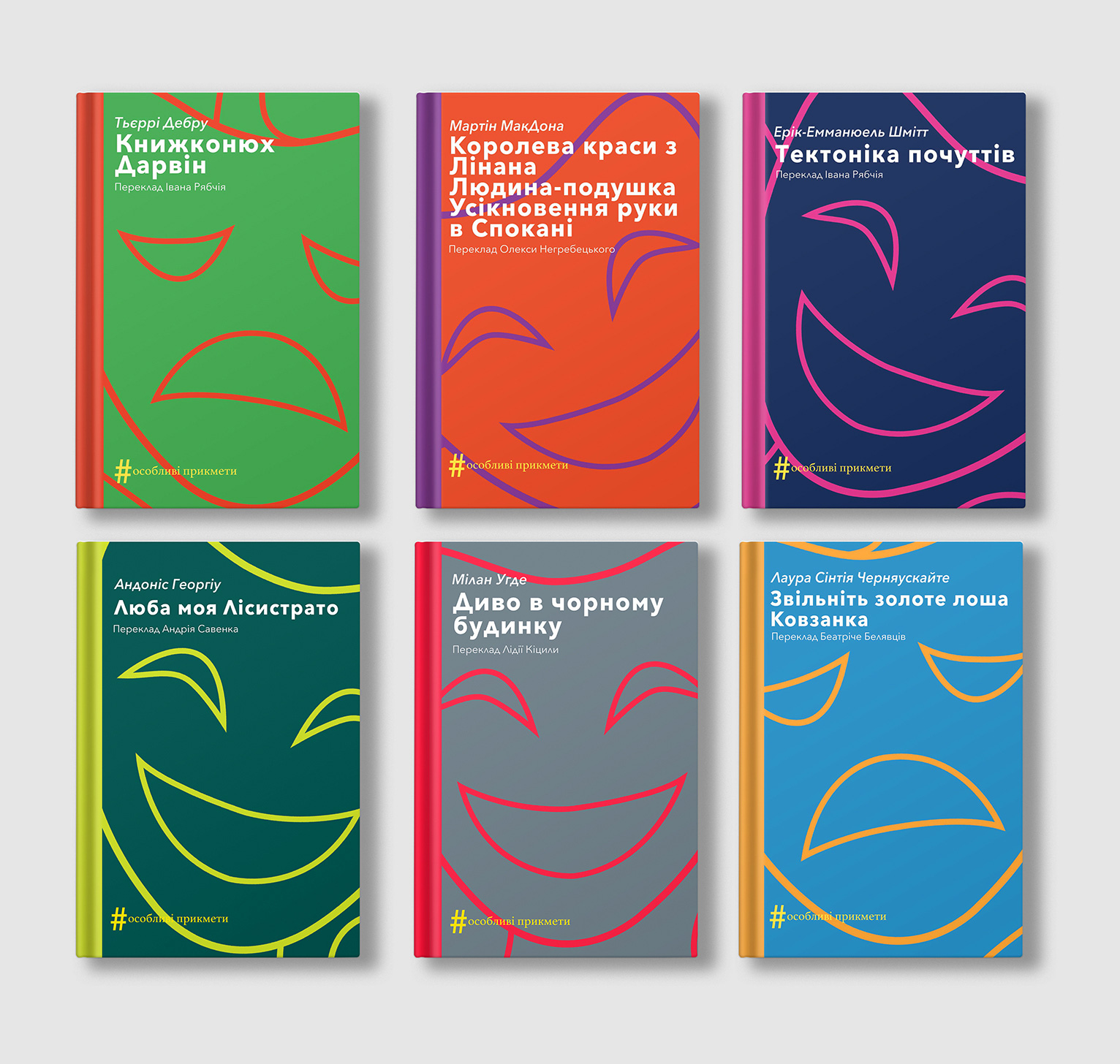
Проект «Особливі прикмети: 10 бесід про ідентичність»

- 2019 — «Особливі прикмети: 10 бесід про ідентичність» — серія з 10 книжок 10 різних авторів (як класики XX століття, так і найновітніші зірки) 9 різних країн (за підтримки програми The European Commission Education, Audiovisual and Culture Executive Agency (EACEA) Culture, Креативна Європа)[11]:
  - «Люба моя Лісистрато» Андоніс Георгіу (переклад — Андрій Савенко)
  - «Диво в чорному будинку. Комедія на дві дії» Мілан Ухде (переклад — Лідія Кіцила)
  - «Королева краси з Лінана. Людина-подушка. Усікновення руки в Спокані» Мартіна МакДони (переклад — Олекса Негребецький)
  - «Тектоніка почуттів» Ерік-Емманюель Шмітт (переклад — Іван Рябчій)
  - «Книжконюх» Тьєррі Дебру (переклад — Іван Рябчій)
  - «Звільніть золоте лоша. Ковзанка» Лаури Сінтії Черняускайте (переклад — Беатріче Белявців)
- 2020 — «Книжка на сцені» — видавничо-театральна серія перформативних читань у Києві та Львові упродовж серпня-вересня 2020 року (кураторка проєкту — Лариса Андрієвська, за підтримки Українського культурного фонду). У вигляді відеоверсії режисерських читок вийшли чотири вистави[12]:
  - «Книжконюх» Тьєррі Дебру (переклад — Іван Рябчій, режисерка — Ганна Турло, Малий театр, м. Київ)[13]
  - «Людина Подушка» Мартіна МакДони (переклад — Олекса Негребецький, режисерка — Олена Апчел, Малий театр, м. Київ)[14][15]
  - «Оперета» Вітольда Ґомбровича (переклад — Лариса Андрієвська, режисер — Дмитро Захоженко, Театр Лесі, м. Львів)[16]
  - «Ковзанка» Лаури Сінтії Черняускайте (переклад — Беатріче Белявців, режисер — Дмитро Захоженко, Театр Лесі, м. Львів)[17]

## Відзнаки та нагороди

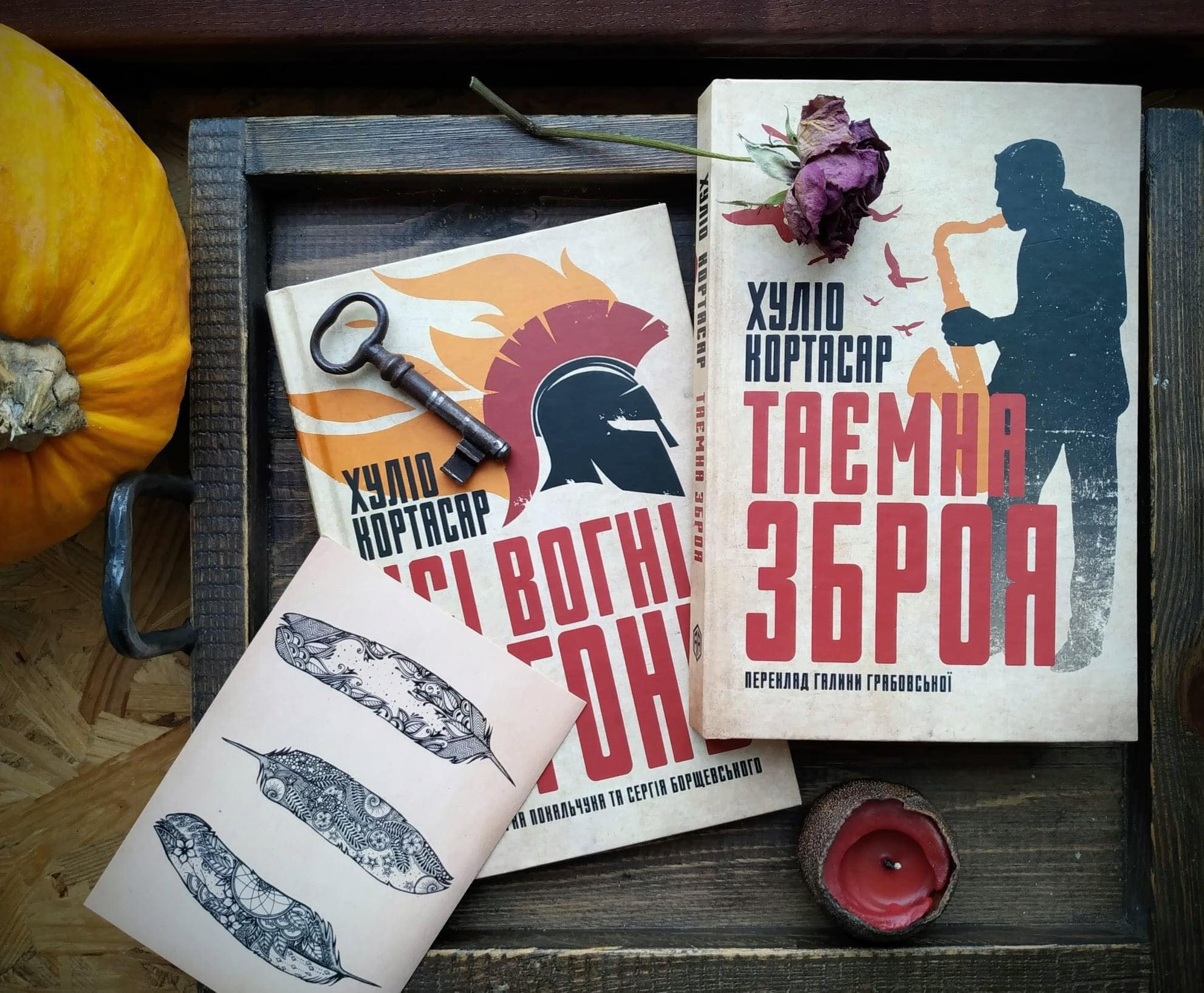
Українські видання Хуліо Кортасара у Видавництві Анетти Антоненко

- 2014 — Рейтинг «Книга року 2014»: Книга «Століття» Алена Бадью — перемога у номінації «Софія», Переклад книжок оповідань Хуліо Кортасара — ТОР-7 лідерів номінації
- 2015 — ТОП-20 українських видавничих брендів за версією «Forbes Україна» — 6-те місце[18]
- 2015 — Премія імені Максима Рильського — Іван Рябчій за переклад з французької мови книжки «Двоє добродіїв із Брюсселя» Еріка-Емманюеля Шмітта[19][20]
- 2015 — XVII Всеукраїнський рейтинг «Книжка року'2015» — п'ять книжок з восьми, виданих видавництвом 2015 року, увійшли до списку «Лідери літа»
- 2017 — Премія за найкращий переклад твору, який спочатку написаний баскською мовою (Баскський інститут Etxepare і Laboral Kutxa) — «Мемуари корови» Бернардо Ачаґа[en] («Видавництво Анетти Антоненко» та перекладач Ярослав Губарев)[21]
- 2020 — Премія «Сковорода» Посольства Франції в Україні — Іван Рябчій за переклад твору «Шахтоємці» Жослін Сосьє[22]
- 2021 — Премія «Сковорода» Посольства Франції в Україні — Євгенія Кононенко за переклад твору «Прогулянка пропащих» Томаса Сандоза[23]